# Raymond Buckland
Raymond Buckland nasceu em Londres, em 31 de agosto de 1934. Foi o primeiro bruxo a manifestar-se publicamente como wiccano, iniciado por Gerald Gardner e Lady Olwen, sua última sacerdotisa.

## Biografia
Foi criado na Igreja Anglicana, sendo que a partir dos 12 anos começou a interresar-se pelo espiritualismo e pelo ocultismo. 
É doutorado em Antropologia. Entre 1957 e 1959, serviu na Royal Air Force. Buckland e a sua esposa Rosemary migraram para Long Island, nos Estados Unidos, em 1962. No ano seguinte, conheceu Gerald Gardner e teve o seu primeiro contacto com a religião Wicca.  
Em 1973, fundou a Tradição Saxônica da Bruxaria, a Seax-Wica, uma das primeiras tradições precursoras dos Bruxos Solitários e auto-iniciados, o que a tornou um caminho bastante popular. 
Buckland apareceu em vários eventos neo-pagãos como orador, incluindo o primeiro Starwood Festival, em 1981.
Nos Estados Unidos, com raras exceções, a Arte ganhou um novo aspecto, inexistente na Bruxaria Européia: o aspecto político. 
Em 1992, Buckland resolveu aposentar-se da participação ativa. Mudou-se para Glenmont, Ohio, onde mantém sua prática solitária, administra seu próprio museu e excepcionalmente aparece em público.

### Morte
Raymond Buckland faleceu em 28 de setembro de 2017.